# Кочетов, Константин Алексеевич
Константин Алексеевич Кочетов (род. 17 марта 1932 года, станция Лев Толстой, Центрально-Чернозёмная область) — советский военачальник, генерал армии (1988).

## Начало военной службы
С 1944 года обучался в Тамбовском суворовском военном училище. После выпуска из суворовского училища в 1950 году призван в Советскую Армию. Окончил Львовское пехотное училище имени Н. А. Щорса в 1952 году. С 1952 года командовал последовательно взводом и ротой в Группе советских войск в Германии. С 1959 года — начальник штаба мотострелкового батальона в Дальневосточном военном округе. Член КПСС.
В 1965 году окончил Военную академию имени М. В. Фрунзе. С 1965 года был заместителем командира, а с 1968 года — командиром мотострелкового полка в Северо-Кавказском военном округе. С 1970 года — начальник штаба мотострелковой дивизии в Северо-Кавказском военном округе.

## На старших должностях
В 1973 году окончил Военную академию Генерального штаба. С 1973 года командовал 24-й стрелковой дивизией («Железная дивизия») в Прикарпатском военном округе. С 1975 года — командир 31-го армейского корпуса в Закавказском военном округе. С июня 1977 года — командующий 7-й гвардейской армией в составе Закавказского военного округа, генерал-лейтенант (16.02.1979). С декабря 1979 года — первый заместитель командующего войсками Забайкальского военного округа.

## На высших командных должностях
С августа 1982 года — командующий войсками Южной группы войск на территории Венгрии, генерал-полковник (16.12.1982). С августа 1985 года — командующий войсками Закавказского военного округа. С мая 1988 года — командующий войсками Московского военного округа.
С января 1989 года — первый заместитель Министра обороны СССР. Находясь в служебной командировке на Кавказе в апреле 1989 года и узнав там о массовой демонстрации в Тбилиси, предложил Министру обороны СССР Д. Т. Язову свою кандидатуру для помощи командованию округа. Прибыл в Тбилиси и организовал вытеснение митингующей толпы из центра города, сопровождавшееся человеческими жертвами (во время Тбилисских событий погибло 19 человек. Комиссией А. А. Собчака утверждалось, что все они были зарублены солдатами сапёрными лопатками, но впоследствии были опубликованы данные, что из 19 погибших — 18 человек погибли от сдавливания в толпе и затаптывания бегущими людьми).
Освобожден от должности первого заместителя Министра обороны СССР указом Президента СССР от 13 сентября 1991 года.
Депутат Совета Союза Верховного Совета СССР от Черновицкой области. Народный депутат СССР в 1989—1991 годах.
В ноябре 1991 года уволен в отставку. Является ведущим аналитиком Управления генеральных инспекторов Министерства обороны Российской Федерации.

## Награды
- орден Красного Знамени
- орден Красной Звезды
- орден «За службу Родине в Вооружённых Силах СССР» 2-й степени[5]
- орден «За службу Родине в Вооружённых Силах СССР» 3-й степени
- «орден Почёта»[5]
- медали Советского Союза и РФ

Иностранные ордена и медали
- Орден Красного Знамени (Венгрия)
- Орден «9 сентября 1944 года» I степени с мечами (НРБ, 22.01.1985)
- Орден «Дружба народов» (Афганистан, 17.01.1991)
- Медаль «100 лет со дня рождения Георгия Димитрова» (НРБ)
- Медаль «30 лет Болгарской народной армии» (НРБ, 14.09.1974)
- Медаль «За укрепление братства по оружию» (НРБ, 28.04.1990)
- Медаль «40 лет освобождения Чехословакии Советской Армией» (ЧССР, 11.03.1985)
- Медаль «За укрепление дружбы по оружию» в золоте (ЧССР, 6.04.1989)
- Медаль «Братство по оружию» (ПНР, 5.05.1990)
- Медаль «60 лет Вооружённым силам МНР» (МНР, 29.12.1981)
- Медаль «30-я годовщина Революционных Вооружённых сил Кубы» (Куба, 24.11.1986)